# Gare de Saint-Amour
Gare de Saint-Amour – stacja kolejowa w Saint-Amour, w departamencie Jura, w regionie Burgundia-Franche-Comté, we Francji.
Jest stacją Société nationale des chemins de fer français (SNCF), obsługiwanym przez pociągi TER Franche-Comté.

## Położenie
Jest stacją węzłową, znajdującą się na wysokości 222 m n.p.m., na 426,653 km linii Dijon – Saint-Amour i na linii Mouchard – Bourg-en-Bresse, pomiędzy stacjami Cousance i Bourg-en-Bresse.